# Zinaída Mínkvits
Zenaida Alexandrovna Minkwitz (translitera del cirílico Зинаи́да Алекса́ндровна фон Ми́нквиц (1878 - 1918 ) fue una botánica, traductora y exploradora rusa, que desarrolló actividades académicas en el Departamento de Botánica, en la Universidad de San Petersburgo.

## Biografía
Estudió en la escuela de niñas Mariinsky 'en Helsinki; y, en 1907 regresó a su ciudad natal. En San Petersburgo, comenzó a estudiar botánica en el herbario del Jardín Botánico de San Petersburgo. En 1908, junto a Olga Knorring exploró la flora del Condado Shymkent en 1909 - condado Aulieatinskogo, en 1910 - condado Perovsky, en 1911 - el condado de Andijan.
En 1913, fue a una expedición al condado Kokand, resultando en un artículo separado. En los últimos años, estudió la flora del valle de Oka, Tarusa.
En el otoño de 1918, contrajo tifus y murió.
Además de la investigación botánica, se dedicó a la traducción de autores europeos en Rusia. En colaboración con George Polilovym tradujo del francés y, del sueco.

## Algunas publicaciones

### Libros
- 1917. Растительность Кокандского уезда Ферганской области (Vegetación Kokanda, región de Fergana)

## Honores
Se le concedió medalla de plata de la Sociedad Geográfica Rusa.
- La abreviatura «Minkw.» se emplea para indicar a Zinaída Mínkvits como autoridad en la descripción y clasificación científica de los vegetales.[1]